# Risen 3: Titan Lords
Risen 3: Titan Lords je akční hra na hrdiny, kterou vyvinulo studio Piranha Bytes a vydala společnost Deep Silver. Hra je třetím dílem v sérii Risen a pokračováním titulu Risen 2: Dark Waters z roku 2012. Vyšla v roce 2014 na platformách Microsoft Windows, Xbox 360 a PlayStation 3 a o rok později také na PlayStation 4. S verzí pro PlayStation 4 zároveň vyšla pro počítače vylepšená verze s lepší grafikou a efekty. Ta se automaticky zdarma aktualizovala majitelům hry přes platformu Steam.